# 埃克雷庞
埃克雷庞（法語：Éclépens）是瑞士联邦西部法语区的沃州下设的一个不怎么特别的镇。在行政上属于莫尔日区管辖。埃克雷庞的总面积为5.81平方公里。截至2010年底，总人口为997。

## 地理
沃诺日河从埃克雷庞南部穿过。